# 全媒体周刊
《全媒体周刊》（英语：Omni Media Weekly）是香港凤凰卫视制作的一档周播全媒体参与报道、民众互动讨论杂志式新闻节目，于香港时间2014年1月6日10：00起在凤凰卫视中文台、资讯台、美洲台、欧洲台、澳洲版、凤凰新媒体、凤凰URadio综合台同步直播。在凤凰卫视中文台接档《鲁豫有约》，而在凤凰卫视资讯台则接档《凤凰正点播报》。该节目是《全媒体全时空》的衍生节目。2014年8月25日播出其最后一期，目前已停播。

## 播出时间

### 首播
凤凰卫视中文台、资讯台、美洲台、欧洲台、澳洲版、凤凰新媒体、凤凰URadio综合台：香港时间周一10：00播出（伦敦时间02：00、美国西岸时间周日18：00、悉尼时间12：00，在执行夏时制期间会在原来时间的基础上拨快1小时），每期节目时长为55分钟（含广告）。

### 重播
| 频道             | 重播时间                                     |
| ---------------- | -------------------------------------------- |
| 凤凰卫视中文台   | 香港时间周二01：15-02：10                    |
| 凤凰卫视美洲台   | 美国西岸时间周一05：05-06：00                |
| 凤凰卫视欧洲台   | 伦敦时间周一9：20-10：15、17：05-18：00      |
| 凤凰卫视澳洲版   | 悉尼时间周一18：20-19：15、周二02：05-03：00 |
| 凤凰URadio综合台 | 香港时间周二02:00-03:00                      |

## 节目特色
本节目利用全媒体，全方位梳理一周新闻热点和预览本周新闻看点，聚焦两岸三地民情网意，节目中全程二维码屏显，观众可以随时加入节目中，与评论员、专家、舆情观察员实时互动，碰撞出观点火花。节目有很多环节，有新闻重点和街访等。另设有“你问我答”环节，由观众提问，评论员进行回答。
节目共设有五大现场：现场直播室、评论员直播室、广播直播室、台湾直播室和新媒体记者站。

## 主持人

### 电视
- 杨舒
- 杨娟
- 刘芳

### 广播
- 文杏
- 濤濤
- 小婧
- Fanny

## 评论员
- 闾丘露薇
- 杜平
- 郑浩